# LD Alajuelense
Liga Deportiva Alajuelense ist ein Fußballverein aus der Stadt Alajuela, Provinz Alajuela, Costa Rica. Alajuelense ist mit 29 Meistertiteln einer der erfolgreichsten Clubs des Landes.

## Geschichte
LD Alajuense wurde am 18. Juni 1919 gegründet. 1921 war der Klub einer der sieben Gründungsvereine der Primera División. In der ersten Spielzeit wurde er Letzter, 1928 gewann er erstmals die costa-ricanische Meisterschaft.
Mittlerweile gewann LD Alajuense 28 Mal und steht damit in engem Duell mit Deportivo Saprissa. Beide Mannschaften dominieren seit 1993 die Meisterschaft.
LD Alajuense hat auch auf internationalem Parkett auf sich aufmerksam gemacht. Zwei Mal gewann der Verein den CONCACAF Champions Cup, drei Mal die angesehene UNCAF Copa Interclubes.

## Sonstiges
Neben der Teilnahme in der ersten Liga nimmt LD Alajuelense unter dem Namen "Alajuela Junior" auch am Spielbetrieb der zweiten costa-ricanischen Spielklasse, der Liga de Ascenso-Segunda División teil. Für Alajuela Junior laufen zum Großteil U23-Spieler und Spieler, die sich im Aufbautraining befinden, auf. Das Teilnahmerecht an der zweiten Liga sicherte sich Alajuela zur Saison 2012/13 hin durch eine Übernahme der Franchise des Aufsteigers Finca Austria Nosara FC für zunächst drei Jahre, da dieser Klub nicht über ausreichende finanzielle Mittel verfügte, um in der zweiten Spielklasse bestehen zu können.
Seit 2018/19 nimmt Alajuelense unter dem Namen Once de Abril wieder am Spielbetrieb der Liga de Ascenso teil.
Inzwischen hat sich der ehemalige Frauenfußballverein UCEM Alajuela dem LD Alajuelense angeschlossen.

## Stadion

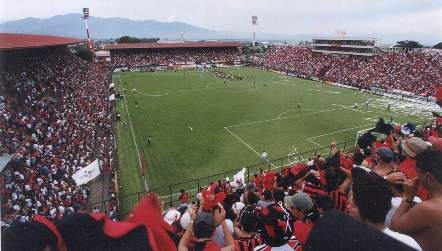

LD Alajuelense trägt seine Heimspiele im vereinseigenen Estadio Alejandro Morera Soto aus. Das 1942 eröffnete Stadion fasst knapp 18.000 Zuschauer und trägt seit 1966 den Namen von Alejandro Morera Soto, der als der vielleicht größte Fußballer von Costa Rica gilt und in den 1930er Jahren beim FC Barcelona spielte. Das Stadion wird auch gerne la catedral del fútbol de Costa Rica, die "Kathedrale des costa-ricanischen Fußballs," genannt.
Neben dem Stadion des Hauptrivalen, dem Estadio Ricardo Saprissa, war es auch eine der beiden Hauptaustragungsstätten für Länderspiele der Nationalmannschaft von Costa Rica während des Neubaus des Estadio Nacional de Costa Rica.

## Erfolge
- Champions League (CONCACAF Champions League) (2×): 1986, 2004
- Zentralamerika-Cup (Copa Interclubes UNCAF) (3×): 1996, 2002, 2005
- Meister (Liga de Fútbol de Primera División) (29×): 1928, 1939, 1941, 1945, 1949, 1950, 1958, 1959, 1960, 1966, 1970, 1971, 1980, 1983, 1984, 1990/91, 1991/92, 1995/96, 1996/97, 1999/00, 2000/01, 2001/02, 2002/03, 2004/05, Invierno 2010, Verano 2011, Invierno 2011, Invierno 2012, Invierno 2013
- Pokalsieger (Torneo de Copa de Costa Rica) (9×): Copa Camel 1926, Copa Argentor 1928, Copa Guatemala 1937, Copa Borsalino 1941, Copa Gran Bretaña 1944, Copa Gran Bretaña 1947, Copa Gran Bretaña 1949, Copa Metropolitana 1974, Copa Juan Santamaría 1977

## Trainer
- Jan Poštulka (1991–1993)
- Jorge Luis Pinto (2002–2003)
- Alexandre Guimarães (2024–)